# Eberhard Jäckel
Eberhard Jäckel, född 29 juni 1929 i Bremerhaven, död 15 augusti 2017 i Stuttgart, var en fransk historiker och författare, specialiserad på Förintelsen.